# Kesagodu, Belur
Kesagodu là một làng thuộc tehsil Belur, huyện Hassan, bang Karnataka, Ấn Độ.